# Gagrellula auropunctata
Gagrellula auropunctata is een hooiwagen uit de familie Sclerosomatidae.